# Alvdal, Innlandet
Alvdal este o localitate situată în partea de sud-est a  Norvegiei, în comuna Alvdal din provincia Innlandet. Are o suprafață de 1,11 km² și o populație de 740 locuitori (2013). Până la data de 1.1.2020 a aparținut provinciei Hedmark.